# Mildred
Mildred ist ein weiblicher Vorname.

## Herkunft und Bedeutung
Der Name Mildred stammt aus dem Altenglischen, wo er Mildþryð hieß; die Bedeutung ergibt sich aus den beiden Wortteilen mild=sanft und þryð=Kraft/Stärke. Mildred bedeutet also etwa „Sanfte Stärke“ oder auch „sanft und stark“.

## Namenstag
Namenstag ist der Gedenktag der heiligen Mildred von Minster, der 13. Juli.

## Bekannte Namensträgerinnen

### Heilige
- Mildred von Minster († 734)

### Vorname
- Mildred Adair (1895–1943), US-amerikanische Pianistin, Organistin, Musikpädagogin und Komponistin
- Mildred Archer (1911–2005), britische Ethnologin und Kunsthistorikerin
- Mildred Bailey (1907–1951), US-amerikanische Jazzsängerin
- Mildred Barya (* 1976), ugandische Schriftstellerin, Dichterin und Journalistin
- Mildred Breedlove (1904–1994), US-amerikanische Dichterin
- Mildred Cable (1878–1952), Missionarin der China-Inland-Mission
- Mildred Clingerman (1918–1997), US-amerikanische Science-Fiction-Autorin
- Mildred Cohn (1913–2009), US-amerikanische Biochemikerin und Biophysikerin
- Mildred Davis (1901–1969), US-amerikanische Schauspielerin
- Mildred Didrikson Zaharias (1911–1956), US-amerikanische Leichtathletin
- Mildred Dilling (1894–1982), US-amerikanische Harfenistin
- Mildred Dolson (1918–2004), kanadische Leichtathletin
- Mildred Dresselhaus (1930–2017), US-amerikanische Physikerin
- Mildred Dunnock (1901–1991), US-amerikanische Film- und Theaterschauspielerin
- Mildred Fizzell (1915–1993), kanadische Leichtathletin
- Mildred Gillars (1900–1988), US-amerikanische Radiomoderatorin
- Mildred Goodman (1922–2017), kanadische Violinistin
- Mildred Griffiths (1894–1949), US-amerikanische Szenenbildnerin
- Mildred Harnack-Fish (1902–1943), US-amerikanisch-deutsche Literaturwissenschaftlerin, Widerstandskämpferin
- Mildred Harris (1901–1944), US-amerikanische Filmschauspielerin
- Mildred Kornman (1925–2022), US-amerikanische Schauspielerin
- Mildred Lewis (1920–2019), US-amerikanische Filmproduzentin und Drehbuchautorin
- Mildred Loving (1939–2008), US-amerikanische Bürgerrechtlerin
- Mildred Mansel (1868–1942), englisch-britische Suffragette
- Mildred E. Mathias (1906–1995), US-amerikanische Botanikerin und Hochschullehrerin
- Mildred McDaniel (1933–2004), US-amerikanische Leichtathletin
- Mildred Miller (1924–2023), US-amerikanische Mezzo-Sopranistin
- Mildred Muis (* 1968), niederländische Schwimmerin
- Mildred Natwick (1905–1994), US-amerikanische Theater- und Filmschauspielerin
- Mildred K. Pope (1872–1956), britische Romanistin
- Mildred Sanderson (1889–1914), US-amerikanische Mathematikerin
- Mildred Scheel (1931–1985), deutsche Ärztin
- Mildred D. Taylor (* 1943), US-amerikanische Autorin (Kinder- und Jugendliteratur)
- Mildred Thompson (1936–2003), US-amerikanische Bildende Künstlerin (Malerei und Skulptur, Druckgrafik, Musikkomposition)

### Fiktive Figuren
- Mildred Montag, Figur aus Fahrenheit 451
- Mildred Ratched, Oberschwester im Roman Einer flog übers Kuckucksnest

## Nachweise
1. ↑  behind the name, abgerufen am 6. November 2018